# 蒙特罗捷
蒙特罗捷（法語：Montrottier，法語發音：[mɔ̃tʁɔtje]）是法国罗讷省的一个市镇，属于里昂区。

## 地理
蒙特罗捷（45°47'24"N, 4°28'0"E）面积23.1 平方千米，位于法国奥弗涅-罗讷-阿尔卑斯大区罗讷省，该省份为法国中东部省份，北起顺时针与索恩-卢瓦尔省、安省、里昂大都会、伊泽尔省和卢瓦尔省接壤。
与蒙特罗捷接壤的市镇（或旧市镇、城区）包括：圣福尔热、维勒舍内沃、阿富、昂西、布吕利奥勒。

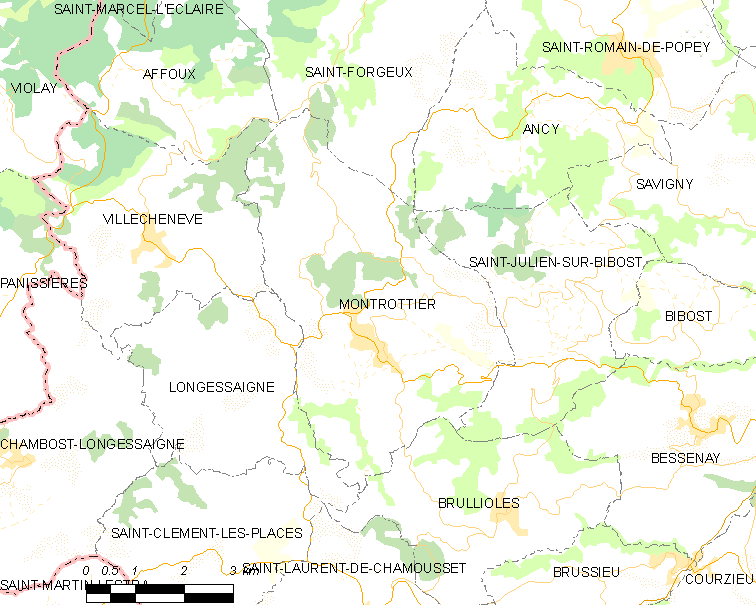
蒙特罗捷的OSM定位图

蒙特罗捷的时区为UTC+01:00、UTC+02:00（夏令时）。

## 行政
蒙特罗捷的邮政编码为69770，INSEE市镇编码为69139。

## 政治
蒙特罗捷所属的省级选区为拉尔布雷勒县。

## 人口

1962-2008年间蒙特罗捷人口变化图示

蒙特罗捷于2022年1月1日时的人口数量为1393人。